# J.J. Watt
Justin James Watt, comunemente abbreviato in J.J. Watt (Waukesha, 22 marzo 1989), è un ex giocatore di football americano e attore statunitense che ha militato nel ruolo di defensive end per gli Houston Texans e gli Arizona Cardinals della National Football League (NFL).
Fu scelto come 11º assoluto dai Texans nel corso del draft NFL 2011. Al college ha giocato a football all'Università del Wisconsin. Anche se giocava principalmente come defensive end, in alcune situazioni di gioco veniva impegnato anche come defensive tackle. Uno dei tre soli giocatori della storia ad essere premiati come difensore dell'anno per tre volte (nel 2012, 2014 e 2015), era considerato uno dei giocatori più dominanti della lega e l'unico giocatore della storia ad avere messo a segno almeno 20 sack in due diverse stagioni. Watt detiene anche i record di franchigia dei Texans di sack, fumble forzati e recuperati in carriera. Per le sue doti atletiche e la sua durezza in campo è soprannominato MegaWatt.

## Biografia

### Scuole superiori
J.J. Watt è nato e cresciuto a Waukesha un sobborgo di Milwaukee, Wisconsin, figlio di Connie, vice presidente di una ditta di costruzioni, e John Watt, un vigile del fuoco. La famiglia Watt ha origini scozzesi. I suoi due fratelli, Derek e T.J. sono stati anche loro giocatori di football americano all'Università del Wisconsin-Madison e giocano entrambi per i Pittsburgh Steelers. Watt cominciò a giocare a football americano in quinta elementare, diventando subito un grande appassionato. Giocò anche a hockey su ghiaccio da quando aveva 4 anni fino ai 13 quando smise a causa, tra gli altri, di problemi finanziari.
Frequentò la Pewaukee High School, dove fece parte per quattro anni della squadra di football, pallacanestro, baseball e atletica leggera. Nella pallacanestro ottenne una media di 13 punti a partita e si dimostrò un ottimo rimbalzista e stoppatore. A 15 anni, J.J. iniziò a concentrarsi maggiormente sul football. Iniziò come quarterback di riserva senza molto successo decidendo allora di giocare come tight end e defensive end. Fu proprio nella linea di scrimmage dove ebbe maggiore impatto. Durante il suo anno da senior, fu selezionato per la prima squadra All-State, All-County, All-Area, All-Conference e vinse il premio Woodland Conference Player of the Year Award e quello di MVP della squadra. Nel suo ultimo anno ottenne un totale di 399 yard su ricezione, 26 su ritorno di intercetto e 5 touchdown.
Watt seguì anche le orme del padre gareggiando nel getto del peso durante la sua stagione da senior, guadagnando la selezione nella prima squadra All-State. Conquistò il titolo statale nel lancio del peso al campionato 2007 WIAA Division II, dove segnò un nuovo record della scuola con un lancio di 59 piedi (18,28 metri). Per i suoi risultati accademici e contributi negli sport venne eletto membro della National Honor Society, mentre la squadra di football della scuola, i Pirates, ritirarono il suo numero di maglia. Classificato come un prospetto da due stelle (su cinque massime) sia da Rivals.com che da Scout.com, Watt non era considerato tra i migliori tight end o defensive end della sua classe. Watt ricevette comunque l'interesse di diverse università. Dopo aver visitato la Central Michigan University, la University of Colorado at Boulder e l'Università del Minnesota, scelse di giocare per Central Michigan.

## Carriera universitaria

### Central Michigan Chippewas

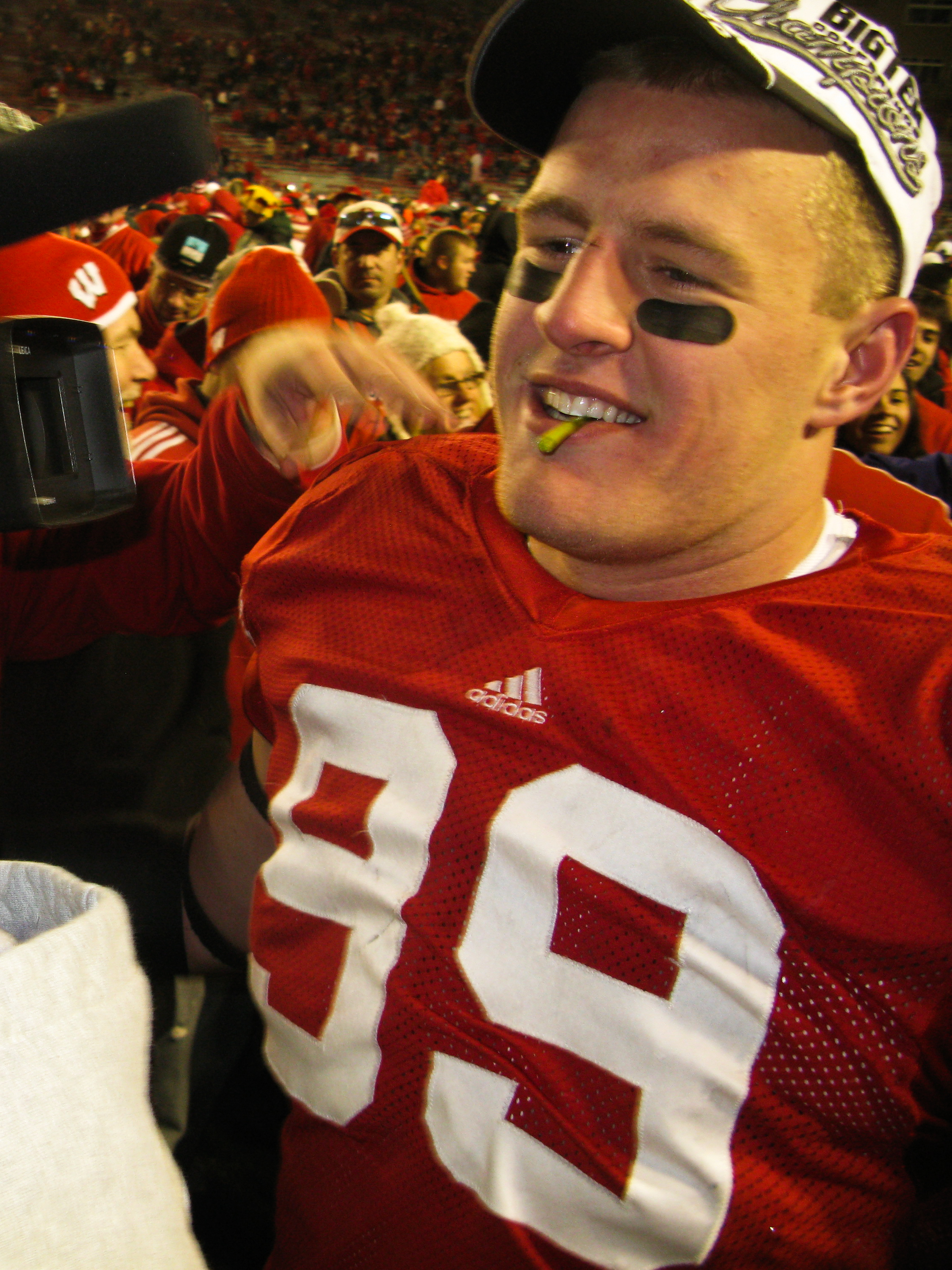
Watt ai tempi del college nel 2010.

Watt ricevette una borsa di studio dalla Central Michigan University, decidendo di iscrivervisi e giocando come tight end. Tuttavia, dopo otto partite la stagione 2007 che si avviava alla conclusione, non aveva ancora segnato alcun touchdown. Gli fu proposto dagli allenatori di passare nel ruolo di offensive tackle, ma la cosa non lo entusiasmò. Watt avrebbe preferito avvicinarsi a casa e giocare come defensive end per Wisconsin, così abbandonò il suo ruolo di titolare e la sua borsa di studio per passare all'Università del Wisconsin. Complessivamente, a Central Michigan giocò 14 partite con 8 ricezioni e 77 yard ricevute. Il 27 ottobre 2007, in una gara contro Kent State, Watt ricevette 2 passaggi per 23 yard, il suo massimo. I Chippewas vinsero il secondo titolo consecutivo della Mid-American Conference con un record di 8-6, per poi essere eliminati da Purdue.

### Wisconsin Badgers
All'Università del Wisconsin, Watt passò la prima stagione come redshirt, poteva cioè allenarsi con la squadra ma non scendere in campo. Anche se aveva guadagnato più di 10 kg di massa muscolare nel suo anno a Central Michigan, l'allenatore Bret Bielema non lo ritenne pronto per giocare. Durante il suo anno da freshman, alternò gli studi in scienze della comunicazione con un lavoro come fattorino per un ristorante Pizza Hut di Pewaukee. L'anno seguente disputò 13 partite come defensive end. In alcune partite venne schierato anche negli special team venendo premiato come giocatore degli special team della settimana in una occasione. In una gara contro Hawaii il 5 dicembre 2009, ebbe un record in carriera di 2 sack per una perdita di 9 yard da parte degli avversari e 6 placaggi, di cui tre con perdita di yard degli avversari. Concluse l'annata con 32 tackle solitari, 12 tackle assistiti, 4,5 sack, 2 fumble recuperati e 5 passaggi deviati. I Badgers chiusero la stagione con un record 10-3.
Nel 2010 disputò 13 partite guidando la squadra in tackle con perdita di yard, pressioni sul quarterback, calci bloccati e fumble forzati e fu nominato difensore della settimana in due diverse occasioni. Wisconsin finì l'anno con un record 11-2 e vinse il primo titolo di conference in dieci anni. Coi Badgers J.J. giocò il Rose Bowl del 1º gennaio 2011 perdendo contro gli Horned Frogs per 21-19. Fu premiato con il Ronnie Lott Trophy, votato dall'Associated Press e da Sports Illustrated First-team All-American, inserito nella formazione ideale della Big Ten Conference e premiato come miglior giocatore della squadra. A fine anno, decise di rinunciare alla sua ultima stagione nel college football e si dichiarò eleggibile per il draft NFL.

### Statistiche al college
|        |         |          | Tackle   | Tackle   | Tackle   | Tackle   | Sack     | Fumble   | Fumble   | Intercetti | Intercetti | Intercetti | Intercetti | Intercetti | Ricezioni | Ricezioni | Ricezioni | Ricezioni | Ricezioni | Altro    | Altro    |
| Anno   | Squadra | P        | Tot      | Sol      | Ass      | TFL      | Sack     | FF       | FR       | Int        | Yard       | Media      | Max        | TD         | Rec       | Yard      | Media     | Max       | TD        | PD       | CB       |
| ------ | ------- | -------- | -------- | -------- | -------- | -------- | -------- | -------- | -------- | ---------- | ---------- | ---------- | ---------- | ---------- | --------- | --------- | --------- | --------- | --------- | -------- | -------- |
| 2007   | CMU     | 14       | 0        | 0        | 0        | 0        | 0,0      | 0        | 1        | 0          | 0          | 0,0        | 0          | 0          | 8         | 77        | 9,6       | 23        | 0         | 0        | 0        |
| 2008   | WIS     | Redshirt | Redshirt | Redshirt | Redshirt | Redshirt | Redshirt | Redshirt | Redshirt | Redshirt   | Redshirt   | Redshirt   | Redshirt   | Redshirt   | Redshirt  | Redshirt  | Redshirt  | Redshirt  | Redshirt  | Redshirt | Redshirt |
| 2009   | WIS     | 13       | 44       | 32       | 12       | 15       | 4,5      | 0        | 2        | 0          | 0          | 0,0        | 0          | 0          | 0         | 0         | 0,0       | 0         | 0         | 5        | 1        |
| 2010   | WIS     | 13       | 62       | 42       | 20       | 21       | 7,0      | 3        | 2        | 1          | 15         | 15,0       | 15         | 0          | 0         | 0         | 0,0       | 0         | 0         | 9        | 3        |
| Totale | Totale  | 40       | 106      | 74       | 32       | 36       | 11,5     | 3        | 5        | 1          | 15         | 15,0       | 15         | 0          | 8         | 77        | 9,6       | 23        | 0         | 14       | 4        |

## Carriera professionistica

### Houston Texans

#### Stagione 2011
Alla Combine della NFL, Watt fu il leader in tutte le categorie eccetto nello scatto delle 40 yard (37 metri) in cui fece segnare tuttavia un tempo positivo di 4,84 secondi. Il 28 aprile 2011 fu scelto nel draft come 11º assoluto dagli Houston Texans. Il 31 luglio 2011, Watt firmò un contratto quadriennale coi Texans del valore di 11 237 000 dollari compreso un bonus alla firma di 6 672 000 dollari. Scelse di indossare il numero 99, lo stesso usato ai Badgers. Nella sua prima gara di stagione regolare l'11 settembre 2011 al Reliant Stadium contro gli Indianapolis Colts, Watt registrò 5 tackle (tutti solitari) e recuperò un fumble. Nella settimana 3 fece registrare il primo sack in carriera nella sconfitta per 40-33 contro i New Orleans Saints. Nella gara dopo la settimana di pausa il defensive end ebbe la sua migliore partita della stagione registrando 7 placcaggi, 2 sack e 1 passaggio deviato aiutando Houston a vincere la quinta partita consecutiva. Grazie alla sua velocità e impressionante forza fisica, Watt divenne rapidamente un giocatore importantissimo nella difesa dei Texans.
Watt terminò la sua prima stagione regolare giocando tutte le 16 partite da titolare con 56 tackle (48 solitari), 5,5 sack, 2 fumble recuperati, 4 passaggi deviati e un field goal bloccato. I Texans terminarono la stagione con un record di 10-6 vincendo per la prima volta la AFC South. Nella prima gara di playoff della storia dei Texans il 7 gennaio 2012 contro i Cincinnati Bengals, Watt intercettò il quarterback Andy Dalton e ritornò il suo primo touchdown nella NFL dando a Houston il vantaggio 17-10. I Texans vinsero facilmente 31-10. Nel Divisional Round contro i Baltimore Ravens il 15 gennaio, Watt mise a segnò 12 tackle e 2,5 sack sul quarterback Joe Flacco, eguagliato dal compagno rookie Brooks Reed. I Texans però furono sconfitti 20-13, terminando la prima corsa nei playoff della storia della franchigia. A fine anno Watt fu inserito nella USA Today All-Joe team e nel Pro-Football Weekly/PWFA All-Rookie team.

#### Stagione 2012: difensore dell'anno

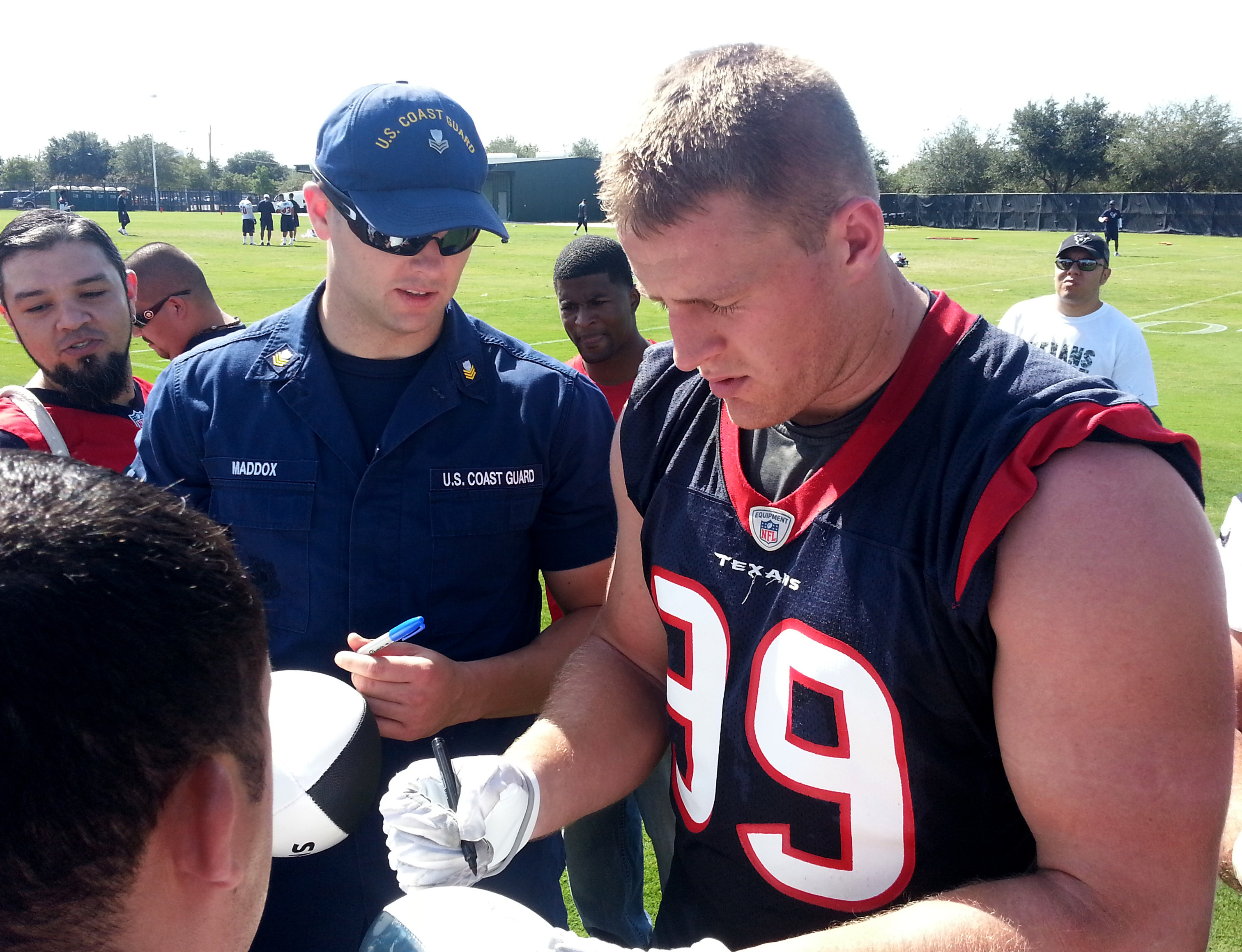
Watt mentre firma un autografo il 1º novembre 2012.

Nella seconda gara della stagione, vinta contro i Jacksonville Jaguars, Watt mise a segno 1,5 sack su Blaine Gabbert. Con la vittoria sui Denver Broncos della settimana 3, i Texans partirono per la prima volta nella loro storia con un record di 3-0: Watt mise a referto 2,5 sack su Peyton Manning oltre a 7 tackle. Nella settimana 4 i Texans continuarono la loro marcia da imbattuti superando nettamente i Tennessee Titans con Watt che mise a referto altri due sack su Matt Hasselbeck, raggiungendo quota 7,5 a solamente un quarto dell'annata e superando Clay Matthews in cima alla classifica parziale stagionale. Dopo questa prestazione, Watt fu nominato miglior difensore del mese della AFC.
Nel Monday Night Football del turno successivo i Texans si portarono sul record di 5-0 con Watt che trascinò la squadra con 6 tackle, 3 passaggi deviati (di cui uno che provocò un intercetto) e un sack su Mark Sanchez. Il mercoledì successivo, la Elias Sports Bureau, la compagnia che si occupa di tenere traccia delle statistiche per conto della NFL, tolse quel sack a Watt nell'ambito della correzione settimanale delle statistiche. Nella settimana 6 i Texans subirono la prima netta sconfitta stagionale contro i Packers: Watt tuttavia continuò ad essere inarrestabile mettendo a segno altri 2 sack su Aaron Rodgers, riprendendosi la cima solitaria della classifica di specialità.
Houston si rifece nel turno successivo dominando i Ravens per 43-13: Watt deviò il nono passaggio della stagione e il quarto che venne poi ritornato da un giocatore dei Texans in touchdown. Dopo la settimana di pausa, i Texans batterono agevolmente i Buffalo Bills con Watt che riprese da dove aveva terminato mettendo a referto un sack e 5 tackle che lo confermarono tra i giocatori più dominanti della prima metà della stagione.
Dopo un'importante vittoria sui Chicago Bears, nella settimana 11, i Texans, la squadra col miglior record della lega, vinsero una partita epica contro i Jaguars, ultimi nella NFL con una sola vittoria. Tra continui ribaltamenti di fronte, Houston la spuntò ai supplementari, con J.J. che mise a segno un sack su Chad Henne. Nella gara del Giorno del Ringraziamento Watt e i Texans giocarono una gara simile alla precedente, vincendo solo ai supplementari contro i Detroit Lions col defensive end che mise a referto 3 sack. Grazie a questa prestazione, Watt superò il record di franchigia di 14 sack stabilito nel 2007 da Mario Williams.

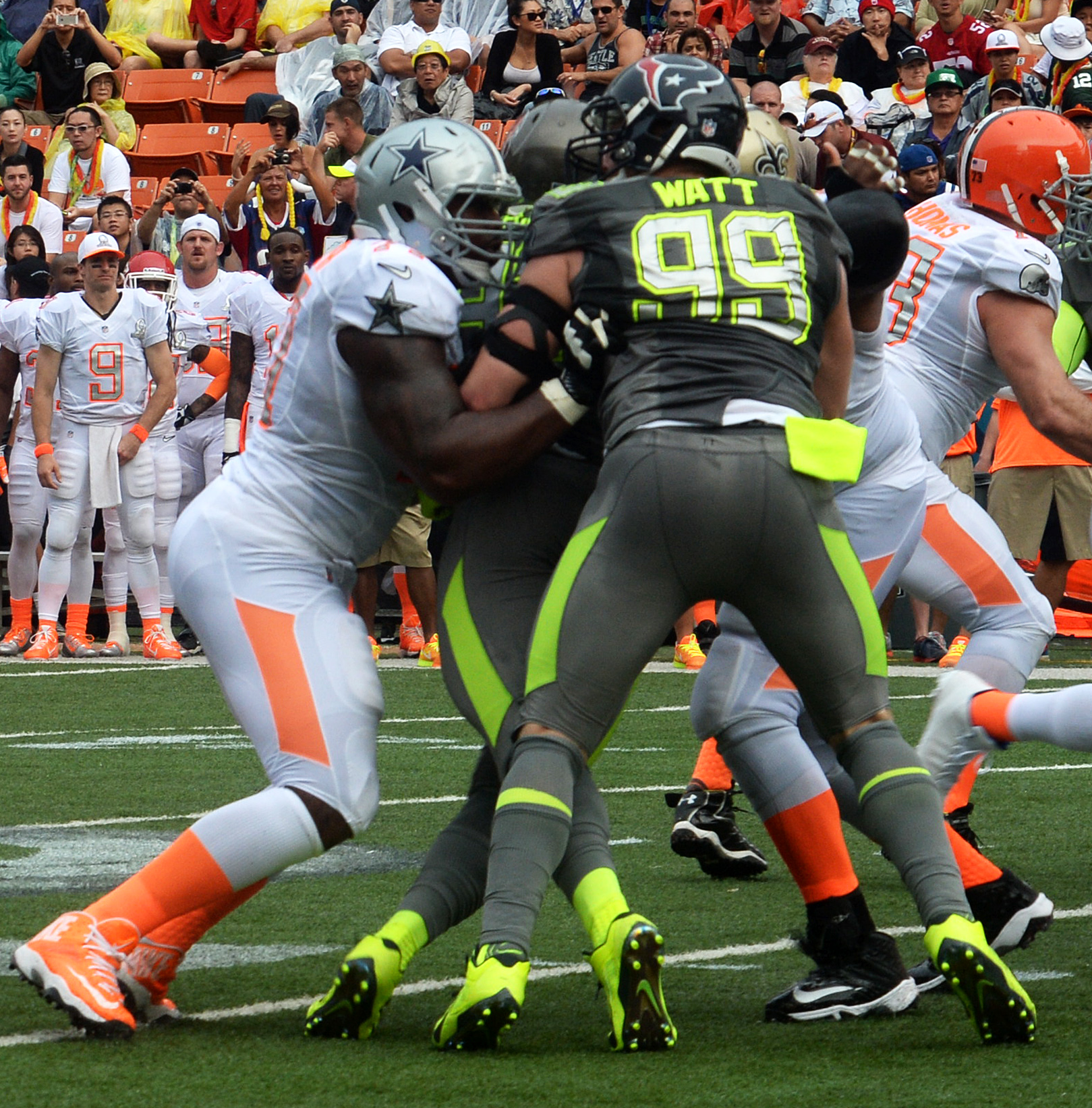
Watt durante un'azione di gioco nel Pro Bowl 2014.

Con la vittoria nella settimana 13 sui Titans, Houston centrò la seconda qualificazione ai playoff consecutiva. Watt mise a segno 5 tackle, 2 sack e forzò un fumble. Con questa partita, Watt divenne il primo giocatore della storia della NFL a mettere a segno 15 sack e 15 passaggi deviati nella stessa stagione. Nel Monday Night successivo Houston perse la seconda gara stagionale contro i Patriots in cui Watt forzò un fumble. Nella settimana 15 Houston si assicurò il secondo titolo di division consecutivo battendo i Colts. Watt giocò un'altra partita superba con 10 tackle, 3 sack su Andrew Luck e un altro fumble forzato. Con questa gara, Watt tornò leader nella classifica stagionale dei sack con 19,5, in coabitazione con Aldon Smith dei 49ers.
La domenica successiva i Texans persero la terza gara del 2012 contro i Minnesota Vikings malgrado un altro sack e un fumble forzato da Watt. Houston chiuse la stagione regolare con un record 12-4, il migliore nella storia della franchigia. Tre giorni dopo fu convocato per il primo Pro Bowl in carriera. Alla fine di dicembre fu premiato per la seconda volta dell'anno come difensore del mese della AFC. La sua stagione regolare si concluse guidando la NFL con 20,5 sack (sesta prestazione di tutti i tempi), oltre a 81 tackle, 16 passaggi deviati, 4 fumble forzati e 2 recuperati. Il 12 gennaio 2013 J.J. fu l'unico giocatore, insieme a Adrian Peterson, ad essere inserito unanimemente nel First-team All-Pro. Watt, come l'anno precedente, giocò una partita dominante nel primo turno di playoff, ancora contro i Bengals, mettendo a segno 5 tackle, 1 sack e un passaggio deviato con Houston che passò agevolmente il turno. La stagione di Houston si arrestò per il secondo anno consecutivo nel Divisional Round a causa della sconfitta contro i Patriots, con Watt che mise a segno 0,5 sack su Tom Brady e 4 tackle.
Il 3 febbraio 2013, la notte prima del Super Bowl XLVII, Watt fu premiato come difensore dell'anno della NFL dopo aver disputato una delle stagioni più dominanti della storia per un difensore. Fu il primo giocatore nella storia della franchigia a vincere il premio e solo l'ottavo defensive end nella storia della lega. A fine anno fu posizionato al numero 5 nella classifica dei migliori cento giocatori della stagione, il primo difensore della graduatoria e il debuttante più in alto di sempre.

#### Stagione 2013

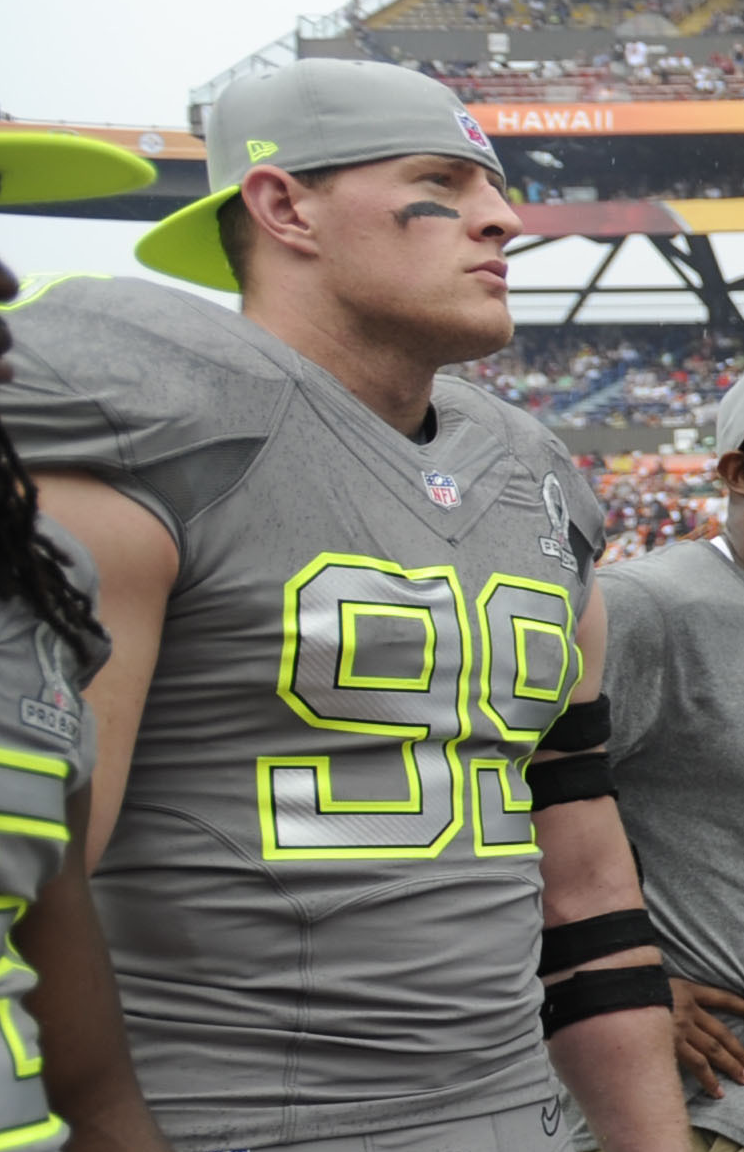
Watt durante il Pro Bowl 2014.

I primi due sack della stagione, Watt li mise a segno nella settimana 2 nella vittoria ai supplementari sui Titans e un altro la settimana successiva contro i Ravens campioni in carica della NFL. Nella quarta gara della stagione contro i Seattle Seahawks, mise a referto 8 tackle e 0,5 sack su Russell Wilson con Houston che perse malamente dopo aver bruciato un vantaggio di 17 punti nel primo periodo. Durante la partita si fratturò il setto nasale. Nella settimana 7 Watt arrivò a quota 4,5 sack in stagione e forzò un fumble contro gli imbattuti Kansas City Chiefs ma i Texans persero la quinta gara consecutiva. Nella sconfitta interna patita per mano dei Colts il 3 novembre, Watt mise a referto un altro sack, deviò un passaggio e bloccò un calcio piazzato di Adam Vinatieri. Nella settimana 10 mise a segno un sack, forzò due fumble e ne recuperò uno che aprì la strada a un touchdown di Andre Johnson. La domenica successiva mise a segno 2 sack sul rookie dei Raiders Matt McGloin ma i Texans persero l'ottava gara consecutiva. Nella settimana 13 i texani giocarono una partita combattuta fino all'ultimo minuto contro i Patriots, J.J. contribuì allo sforzo dei suoi con 5 placcaggi e un passaggio deviato ma Houston perse per la decima volta consecutiva.
Il 27 dicembre fu premiato con la seconda convocazione al Pro Bowl in carriera. Nell'ultima gara della stagione, Watt mise a segno 9 tackle, 1 sack, 1 fumble forzato e 1 passaggio deviato contro i Tennessee Titans. Anche se non fece registrare le cifre dell'anno precedente (da 20,5 sack a 10,5), venendo spesso raddoppiato o triplicato dagli avversari, Watt rimase uno forza dominante tra i difensori della lega, guidando la NFL in pressioni sul quarterback (46) e venendo inserito nel First-team All-Pro, pur nella disgraziata stagione di Houston che concluse col peggior record della lega (2-14). Fu la prima volta nella storia che una squadra dopo avere vinto le prime due gare fu sconfitta in tutte le successive 14. A fine anno fu votato inoltre al 12º posto nella NFL Top 100 dai suoi colleghi.

#### Stagione 2014: seconda volta difensore dell'anno
Il 2 settembre 2014, Watt firmò coi Texans un prolungamento contrattuale di sei anni per un valore di 100 milioni di dollari, 51.876.000 dei quali garantiti, superando Mario Williams come difensore più pagato della lega. Inoltre, in base allo stipendio medio annuo, lo rese anche il giocatore non quarterback più pagato della lega. Nella prima partita della stagione rispose subito con un sack, un passaggio deviato, un fumble recuperato e un tentativo di field goal avversario bloccato nella vittoria contro i Washington Redskins che interruppe la striscia di 14 sconfitte consecutive di Houston, eredità della stagione precedente.
La domenica successiva, nella vittoria sui Raiders, Watt ebbe sorprendentemente un impatto anche in attacco quando nel primo quarto, allineatosi eccezionalmente come tight end, segnò il primo touchdown su ricezione in carriera su un passaggio da una yard di Ryan Fitzpatrick. Due settimane dopo contro i Bills, con Houston in svantaggio di tre punti nel terzo quarto, il defensive end intercettò un passaggio di EJ Manuel ritornandolo per 80 yard in touchdown, contribuendo alla terza vittoria stagionale dei suoi e venendo premiato come difensore della AFC della settimana. Fu anche multato per 16.537 dollari per un brutto placcaggio su Manuel. Quattro giorni dopo fu premiato come miglior difensore della AFC del mese per la terza volta in carriera. La settimana successiva fece registrare 4 placcaggi nel derby texano contro i Dallas Cowboys perso ai supplementari che costò a Houston la testa della AFC South.

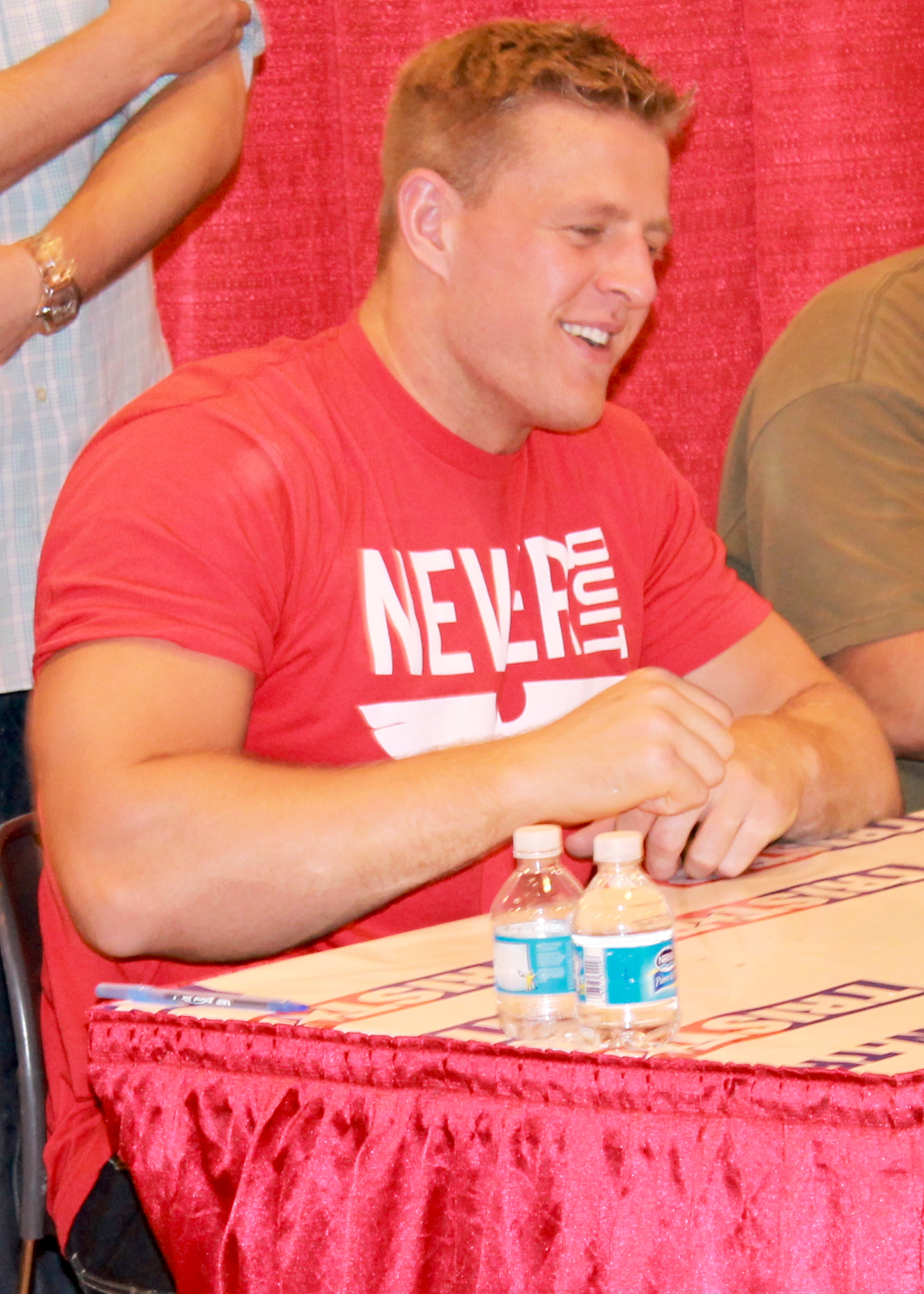
Watt mentre firma autografi nel giugno 2014.

Nella settimana 6, Watt divenne il primo giocatore dal 1961 a segnare un touchdown su ricezione, su ritorno da intercetto e su ritorno di fumble nella stessa stagione. La sua gara del Thursday Night contro i Colts terminò con 2 sack, 7 tackle, 3 passaggi deviati e, appunto, un touchdown su ritorno di fumble, dominando nella difesa sulla corse. Due settimane dopo Houston ottenne la quarta vittoria stagionale sui Titans in cui fece registrare altri due sack e forzò un fumble. Nella settimana 9 mise a segno 7 placcaggi e 1,5 sack, ma i texani caddero in casa contro i Philadelphia Eagles. Nella vittoria esterna dell'undicesimo turno sui Browns segnò il secondo touchdown su ricezione dell'anno, su passaggio da due yard di Ryan Mallett. Sul lato difensivo disputò un'altra prova dominante, facendo registrare un sack con cui forzò un fumble, 5 tackle (di cui 3 con perdita di yard da parte degli avversari) recuperò un secondo fumble e pressò il quarterback avversario Brian Hoyer per tutta la gara, costringendolo a diversi passaggi in condizioni precarie. Per questa prova fu premiato per la seconda volta in stagione come miglior difensore della AFC della settimana.
Nella settimana 13, vinta 45-21 in casa contro i Titans, Watt mise a segno 2 sack, forzò un fumble e segnò il suo terzo touchdown stagionale su ricezione. Con questa marcatura salì a 5 in stagione, il massimo per un defensive lineman dal 1944. Sette giorni dopo pareggiò il suo primato personale facendo registrare 3 sack su Blake Bortles dei Jaguars nella vittoria esterna che tenne vive le speranze di Houston (7-6) per un posto nei playoff. Con un sack su Joe Flacco nel penultimo turno vinto contro i Ravens, Watt superò Mario Williams divenendo il recordman di tutti i tempi dei Texans per sack in carriera, riuscendovi in 19 gare meno di Williams. Nell'ultima partita dell'anno, con 3 sack su Blake Bortles divenne il primo giocatore della storia della NFL a metterne a segno 20 in due diverse stagioni. Nella stessa gara forzò un fumble e mise a segno una safety. Houston, dopo la disastrosa stagione precedente, tornò a concludere con un record positivo, 9-7, ma la contemporanea vittoria dei Ravens sui Browns li escluse dai playoff. A fine mese fu premiato come miglior difensore della AFC di dicembre, in cui fece registrare 22 tackle e 9 sack. Nonostante l'annata da mattatore, finì secondo nella classifica stagionale dei sack a una lunghezza e mezzo da Justin Houston dei Chiefs. Il 2014 di Watt si concluse così con 78 tackle, 20,5 sack, 4 fumble forzati, 10 passaggi deviati e 5 touchdown, venendo convocato per il terzo Pro Bowl in carriera e inserito nel First-team All-Pro, l'unico giocatore votato in maniera unanime assieme a Rob Gronkowski.
Il 25 gennaio 2015, Watt fu premiato come MVP difensivo del Pro Bowl in cui intercettò Matthew Stafford, recuperò un fumble e deviò 3 passaggi. Sei giorni dopo fu premiato per la seconda volta in carriera come miglior difensore dell'anno con votazione unanime e si classificò secondo nel premio di MVP della NFL dietro Aaron Rodgers (31 voti a 13). Fu inoltre votato al 1º posto nella NFL Top 100. Watt divenne il primo difensore nella storia della NFL a raggiungere la vetta della classifica; e fu anche il primo giocatore nella storia degli Houston Texans ad essere votato al numero uno.

#### Stagione 2015: terza volta difensore dell'anno

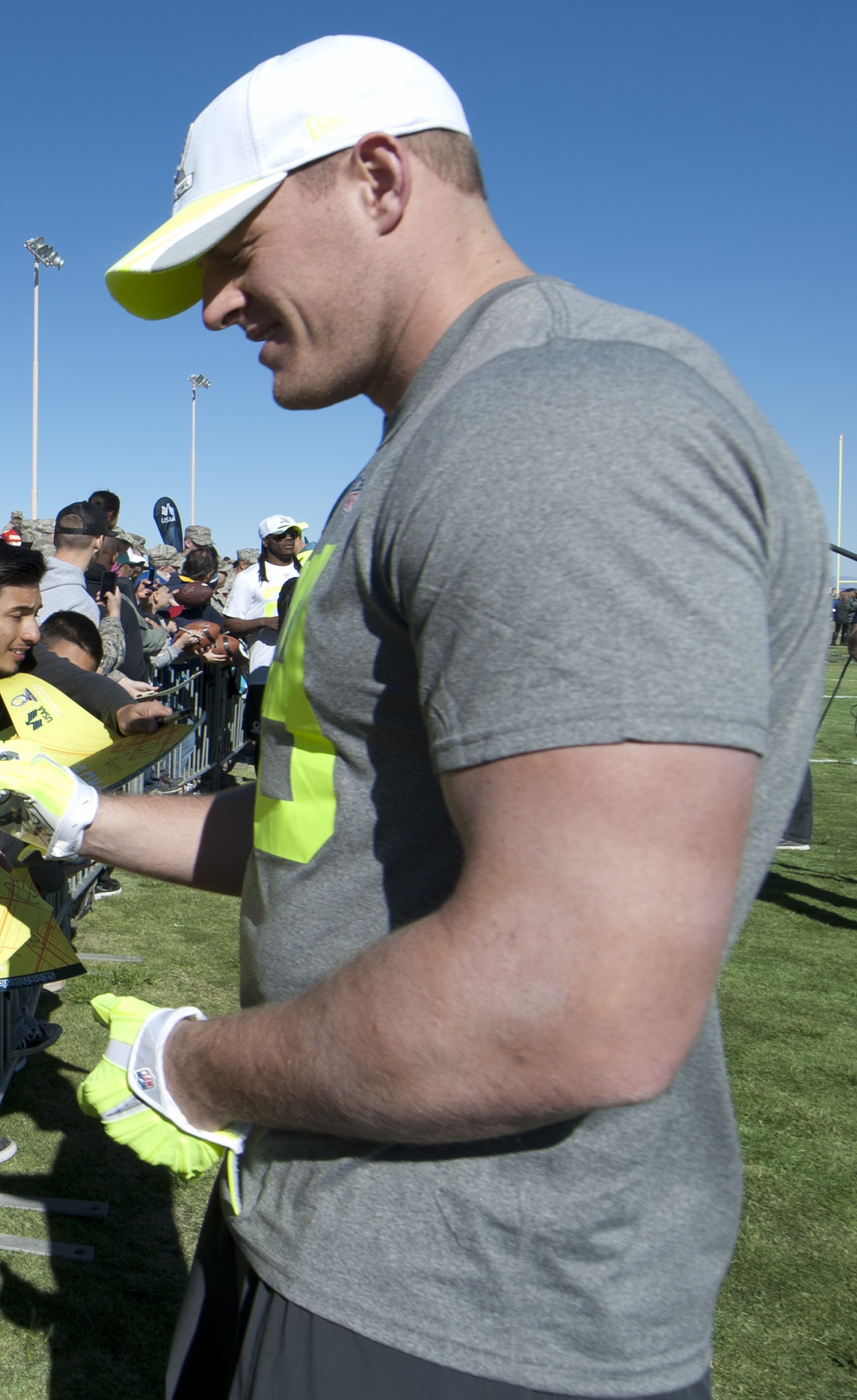
Watt durante un allenamento alla Luke Air Force Base il 22 gennaio 2015.

Watt aprì la stagione 2015 guidando i Texans con 9 tackle (di cui 6 con perdita di yard da parte degli avversari) e 2 sack nella sconfitta coi Chiefs. Sette giorni dopo mise a segno un sack per la settima gara consecutiva, diventando il secondo giocatore più veloce della storia a giungere a quota 60 in carriera, dietro Reggie White. La stagione iniziò vincendo solamente due delle prime sette partite, incluse nette sconfitte contro Falcons e Dolphins. Tuttavia la squadra di Bill O'Brien si riprese nella seconda metà della stagione. Nella settimana 8, Houston pareggiò il record di franchigia con 7 sack contro i Titans: Watt ne fece registrare 2,5 e forzò un fumble nella terza vittoria stagionale della sua squadra.
Nell'undicesimo turno vinto contro i New York Jets, Watt guidò i Texans con 8 tackle (di cui 5 con perdita di yard degli avversari) e con due sack superò per la quarta volta consecutiva i 10 stagionali. Per questa prova fu premiato come difensore della AFC della settimana. La domenica successiva fece altri due sack su Drew Brees nella vittoria in casa contro i Saints. Con questa vittoria Houston si portò in testa alla AFC South. Alla fine di novembre fu premiato come difensore della AFC del mese in cui mise a segno 7,5 sack, in una serie di gare in cui i Texans concessero solamente 8,5 punti a partita.
Dopo la gara della settimana 12, Watt stava guidando la NFL con 13,5 sack ma subì una frattura alla mano sinistra che, pur non facendogli saltare alcuna gara, lo limitò a tre partite senza metterne a segno alcuno. Rimase comunque aggressivo in campo con 11 tackle e un duro diverbio con il wide receiver Danny Amendola durante la gara contro i Patriots. Tornò a far registrare un sack nel penultimo turno contro i Titans, forzando contemporaneamente il secondo fumble stagionale. Nell'ultima partita, la prima disputata senza la protezione alla mano fratturata, Watt fu premiato come difensore della settimana dopo che mise a segno 3 sack, un fumble forzato e uno recuperato nella vittoria sui Jaguars che consentì a Houston di conquistare la propria division per la prima volta dal 2012, con un record 9-7.
La sua stagione regolare si chiuse guidando per la seconda volta la NFL con 17,5 sack, oltre a 76 placcaggi (di cui 29 con perdita di yard degli avversari), 8 passaggi deviati e 3 fumble forzati, venendo convocato per il quarto Pro Bowl in carriera ed inserito nel First-team All-Pro. Nei playoff i Texans vennero eliminati nel primo turno dai Chiefs per 30-0. La partita di J.J. durò solamente tre quarti a causa di un infortunio. Il 12 gennaio 2016, Watt subì un intervento chirurgico all'inguine per una pubalgia. Il 7 febbraio 2016 divenne il secondo giocatore della storia, dopo Lawrence Taylor, a vincere per la terza volta il premio di miglior difensore dell'anno. A fine anno fu terzo nella NFL Top 100.

#### Stagione 2016
Il 21 luglio 2016, Watt subì un intervento chirurgico per un'ernia del disco costringendolo a saltare tutte le partite pre-stagionali. Dopo un solo tackle nella prima partita dell'anno, nel secondo turno contro i Chiefs Watt mise a segno i suoi primi 1,5 sack del 2016 ai danni di Alex Smith e recuperò un fumble nella seconda vittoria di Houston in altrettante gare. Il 28 settembre venne inserito dai Texans nella lista delle riserve infortunate a causa di problemi alla schiena patiti nella gara del Thursday Night contro i Patriots persa per 27-0. Il giorno seguente subì un nuovo intervento chirurgico, il secondo in tre mesi, per riparare lo stesso disco infortunato in precedenza, chiudendo in anticipo la sua annata. Malgrado la sua assenza, i Texans riuscirono comunque a raggiungere i playoff dove furono eliminati dai Patriots nel Divisional Round. A fine stagione fu inserito al 35º posto nella NFL Top 100 malgrado tre sole presenze in campo.

#### Stagione 2017

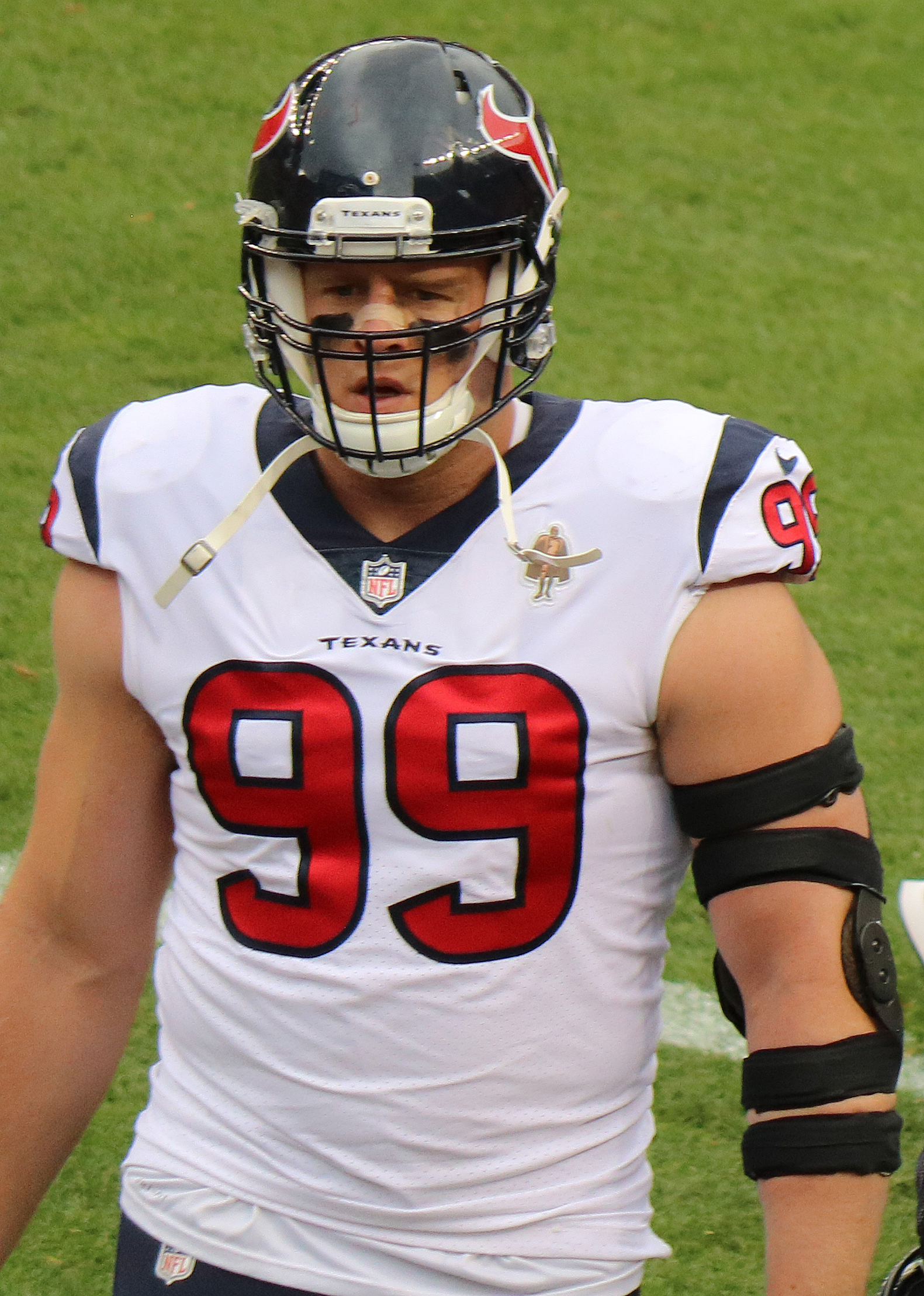
Watt nel 2018

Watt tornò in campo dal grave infortunio dell'anno precedente partendo come titolare nella gara del primo turno persa in casa contro i Jaguars. La settimana successiva, contro i Bengals, deviò un passaggio e mise a referto 6 tackle, uno dei quali su Russell Bodine durante l'ultimo possesso che sigillò la vittoria dei Texans per 13-9. La sua stagione tuttavia si chiuse nuovamente anzitempo a causa della frattura del piatto tibiale della gamba sinistra nella settimana 5 contro i Kansas City Chiefs. Contando l'ultima partita della stagione precedente, Watt rimase per 6 partite consecutive senza mettere a segno un sack, il più lungo digiuno della sua carriera causato dai continui infortuni che limitarono fortemente la sua produttività in campo. A fine stagione fu votato all'84º posto nella NFL Top 100.

#### Stagione 2018
Tornato regolarmente in campo all'inizio della stagione 2018, nel terzo turno Watt tornò a mettere a segno un sack per la prima volta dal 2016 facendone registrare 3 su Eli Manning, finendo la giornata con anche 8 tackle (di cui 3 con perdita di yard da parte degli avversari) e un fumble forzato nella sconfitta contro i New York Giants. Nel turno successivo fece registrare 2 sack e 2 fumble forzati contribuendo alla prima vittoria stagionale di Houston sui Colts ai supplementari per 37-34. Alla fine di settembre fu premiato come difensore del mese della AFC per la sesta volta in carriera, un riconoscimento che gli mancava dal 2015. Nella vittoria casalinga della settimana 5 contro i Dallas Cowboys, Watt fece registrare un sack su Dak Prescott raggiungendo la vetta della classifica stagionale con 6 in coabitazione con suo fratello T.J. Watt degli Steelers e Geno Atkins dei Bengals.
Nella vittoria del Monday Night Football della settimana 12, l'ottava consecutiva per Houston (un nuovo record di franchigia), Watt mise a segno 1,5 sack e con il quinto fumble forzato stagionale stabilì un nuovo primato personale. Per questa prestazione fu premiato come difensore della settimana per la prima volta dal 2015. A fine stagione fu convocato per il suo quinto Pro Bowl ed inserito nel First-team All-Pro dopo avere fatto registrare 16 sack (secondo nella lega dietro ad Aaron Donald) e guidato la NFL con 7 fumble forzati. I Texans con un record di 11-5 tornarono a vincere la division e a qualificarsi per i playoff dove furono eliminati nel primo turno dai Colts. A fine anno fu votato dagli altri giocatori al 12º posto nella NFL Top 100.

#### Stagione 2019
I primi due sack della stagione 2019 Watt li mise a segno nel terzo turno nella vittoria sui Chargers del fratello Derek. Nell'ottavo turno contro gli Oakland Raiders subì la lesione di un muscolo pettorale, venendo costretto a perdere tutto il resto della stagione regolare. Fece ritorno in campo nel primo turno di playoff contro i Buffalo Bills mettendo a segno un sack su Josh Allen nella vittoria per 22-19.

#### Stagione 2020
I primi due sack della stagione 2020 Watt li mise a segno nel secondo turno su Lamar Jackson nella sconfitta contro i Ravens. Nella settimana 6 con un sack su Ryan Tannehill forzò un fumble che fu recuperato da un compagno e portò a un touchdown di Houston. L'8 novembre giunse a quota 100 sack in carriera nella vittoria di Houston sui Jaguars. Nell'undicesimo turno fece registrare un massimo stagionale di 4 passaggi deviati nella vittoria sui Patriots. Quattro giorni dopo nella gara del Giorno del Ringraziamento ritornò un intercetto su Matthew Stafford per 19 yard in touchdown nella vittoria sui Lions.La sua stagione si chiuse con 5 sack.
Il 12 febbraio 2021 Watt fu svincolato dai Texans dopo dieci stagioni dietro sua richiesta..

### Arizona Cardinals
Il 1º marzo 2021 Watt firmò un contratto biennale con gli Arizona Cardinals del valore totale di 31 milioni di dollari. Anche se il numero 99 era stato ritirato dai Cardinals in onore di Marshall Goldberg, la figlia Ellen Goldberg gli diede il permesso di utilizzarlo. Nella prima stagione con la nuova maglia riuscì a disputare solamente 7 partite, con un sack.
Nel 15º turno del 2022 Watt mise a segno un massimo stagionale di 3 sack contro i Denver Broncos. Nel corso della settimana che precedette la gara del penultimo turno annunciò che quella sarebbe stata la sua ultima stagione da professionista. In quella partita fece registrare un sack su Desmond Ridder degli Atlanta Falcons, superando quota 10 per la sesta volta in carriera. La sua ultima partita in carriera fu al Levi's Stadium contro i 49ers, in cui mise a segno due sack su Brock Purdy. Negli ultimi due minuti della gara, il pubblico avversario gli tributò una standing ovation. La sua annata si chiuse con 12,5 sack e al quarto posto nella NFL con 18 placcaggi con perdita di yard.

## Palmarès
- Miglior difensore dell'anno della NFL: 3 (record)

2012, 2014, 2015
- MVP del Pro Bowl: 1

2014
- Convocazioni al Pro Bowl: 5

2012, 2013, 2014, 2015, 2018
- First-team All-Pro: 5

2012, 2013, 2014, 2015, 2018
- Difensore dell'anno della AFC: 4

2012, 2014, 2015, 2018
- Difensore del mese della AFC: 6

settembre e dicembre 2012, settembre e dicembre 2014, novembre 2015, settembre 2018
- Difensore della settimana della AFC: 7

2ª e 15ª del 2012, 4ª e 11ª del 2014, 11ª e 17ª del 2015, 12ª del 2018
- Bert Bell Award: 1

2014
- Walter Payton Award - 2017
- Leader della NFL in sack: 2

2012, 2015
- Leader della NFL in fumble forzati: 1

2018
- PFWA All-Rookie Team - 2011
- Formazione ideale della NFL degli anni 2010
- Houston Texans Ring of Honor

## Statistiche
| Legenda                       |
| Grassetto - Leader della lega |
| Corsivo - Record della NFL    |

### Stagione regolare
| Houston Texans |         |     |        |        |        |        |      |        |        |        |        |            |            |            |            |            |       |       |       |       |       |         |
|                |         |     | Tackle | Tackle | Tackle | Tackle | Sack | Fumble | Fumble | Fumble | Fumble | Intercetti | Intercetti | Intercetti | Intercetti | Intercetti | Altro | Altro | Altro | Altro | Altro | Note    |
| Anno           | Squadra | P   | Tot    | Sol    | Ass    | TFL    | Sack | FF     | FR     | Yard   | TD     | Int        | Yard       | Media      | Max        | TD         | PD    | STF   | Yard  | Saf   | CB    | Note    |
| 2011           | HOU     | 16  | 56     | 48     | 8      | 13     | 5,5  | 0      | 2      | 2      | 0      | 0          | 0          | 0,0        | 0          | 0          | 4     | 9     | 18    | 0     | 1     | [ 122 ] |
| 2012           | HOU     | 16  | 81     | 69     | 12     | 39     | 20,5 | 4      | 2      | 7      | 0      | 0          | 0          | 0,0        | 0          | 0          | 16    | 23    | 63    | 0     | 0     | [ 122 ] |
| 2013           | HOU     | 16  | 80     | 65     | 15     | 22     | 10,5 | 4      | 2      | 0      | 0      | 0          | 0          | 0,0        | 0          | 0          | 7     | 15    | 28    | 0     | 2     | [ 122 ] |
| 2014           | HOU     | 16  | 78     | 59     | 19     | 29     | 20,5 | 4      | 5      | 59     | 1      | 1          | 80         | 80,0       | 80         | 1          | 10    | 15    | 34    | 1     | 1     | [ 122 ] |
| 2015           | HOU     | 16  | 76     | 57     | 19     | 29     | 17,5 | 3      | 1      | 0      | 0      | 0          | 0          | 0,0        | 0          | 0          | 8     | 17    | 36    | 0     | 0     | [ 122 ] |
| 2016           | HOU     | 3   | 8      | 1      | 7      | 1      | 1,5  | 0      | 1      | 0      | 0      | 0          | 0          | 0,0        | 0          | 0          | 0     | 0     | 0     | 0     | 0     | [ 122 ] |
| 2017           | HOU     | 5   | 15     | 11     | 4      | 3      | 0,0  | 0      | 0      | 0      | 0      | 0          | 0          | 0,0        | 0          | 0          | 2     | 2     | 3     | 0     | 0     | [ 122 ] |
| 2018           | HOU     | 16  | 61     | 47     | 14     | 18     | 16,0 | 7      | 0      | 0      | 0      | 0          | 0          | 0,0        | 0          | 0          | 4     | 8     | 20    | 0     | 0     | [ 122 ] |
| 2019           | HOU     | 8   | 24     | 15     | 9      | 4      | 4,0  | 1      | 2      | 0      | 0      | 0          | 0          | 0,0        | 0          | 0          | 3     | 3     | 13    | 0     | 0     | [ 122 ] |
| Totale         | Totale  | 112 | 479    | 372    | 107    | 158    | 96,0 | 23     | 15     | 68     | 1      | 1          | 80         | 80,0       | 80         | 1          | 54    | 92    | 216   | 1     | 4     | [ 122 ] |

### Playoff
| Houston Texans |         |             |             |             |             |             |             |             |             |             |             |             |             |             |             |             |             |             |             |             |             |         |
|                |         |             | Tackle      | Tackle      | Tackle      | Tackle      | Sack        | Fumble      | Fumble      | Fumble      | Fumble      | Intercetti  | Intercetti  | Intercetti  | Intercetti  | Intercetti  | Altro       | Altro       | Altro       | Altro       | Altro       | Note    |
| Anno           | Squadra | P           | Tot         | Sol         | Ass         | TFL         | Sack        | FF          | FR          | Yard        | TD          | Int         | Yard        | Media       | Max         | TD          | PD          | STF         | Yard        | Saf         | CB          | Note    |
| 2011           | HOU     | 2           | 14          | 11          | 3           | 4           | 3,5         | 0           | 0           | 0           | 0           | 1           | 29          | 29,0        | 29          | 1           | 1           | 1           | 1           | 0           | 0           | [ 122 ] |
| 2012           | HOU     | 2           | 9           | 6           | 3           | 3           | 1,5         | 0           | 0           | 0           | 0           | 0           | 0           | 0,0         | 0           | 0           | 2           | 2           | 2           | 0           | 0           | [ 122 ] |
| 2015           | HOU     | 1           | 1           | 0           | 1           | 0           | 0,0         | 0           | 0           | 0           | 0           | 0           | 0           | 0,0         | 0           | 0           | 0           | 0           | 0           | 0           | 0           | [ 122 ] |
| 2016           | HOU     | Infortunato | Infortunato | Infortunato | Infortunato | Infortunato | Infortunato | Infortunato | Infortunato | Infortunato | Infortunato | Infortunato | Infortunato | Infortunato | Infortunato | Infortunato | Infortunato | Infortunato | Infortunato | Infortunato | Infortunato | [ 122 ] |
| 2018           | HOU     | 1           | 2           | 2           | 0           | 1           | 0,0         | 0           | 0           | 0           | 0           | 0           | 0           | 0,0         | 0           | 0           | 2           | 1           | 2           | 0           | 0           | [ 122 ] |
| 2019           | HOU     | 2           | 2           | 1           | 1           | 1           | 1,0         | 0           | 0           | 0           | 0           | 0           | 0           | 0,0         | 0           | 0           | 1           | 0           | 1           | 0           | 0           | [ 122 ] |
| Totale         | Totale  | 8           | 28          | 20          | 8           | 9           | 6,0         | 0           | 0           | 0           | 0           | 1           | 29          | 29,0        | 29          | 1           | 6           | 4           | 6           | 0           | 0           | [ 122 ] |

Statistiche aggiornate alla stagione 2019

### Record di franchigia dei Texans
- Maggior numero di sack in una stagione - 20,5 (due volte)
- Maggior numero di sack in carriera - 96,0
- Maggior numero di fumble forzati in carriera - 23
- Maggior numero di fumble recuperati in carriera - 15
- Maggior numero di calci bloccati in una stagione - 2
- Maggior numero di touchdown segnati in una stagione da un difensore - 5

## Filmografia
- The League - serie TV, 3 episodi, registi vari (2013-2014)
- New Girl - serie TV, 1 episodio, regia di Erin O'Malley (2015)
- Bad Moms - Mamme molto cattive (Bad Moms), regia di Jon Lucas e Scott Moore (2016)
- Billy Lynn - Un giorno da eroe (Billy Lynn's Long Halftime Walk), regia di Ang Lee (2016)

## Vita privata

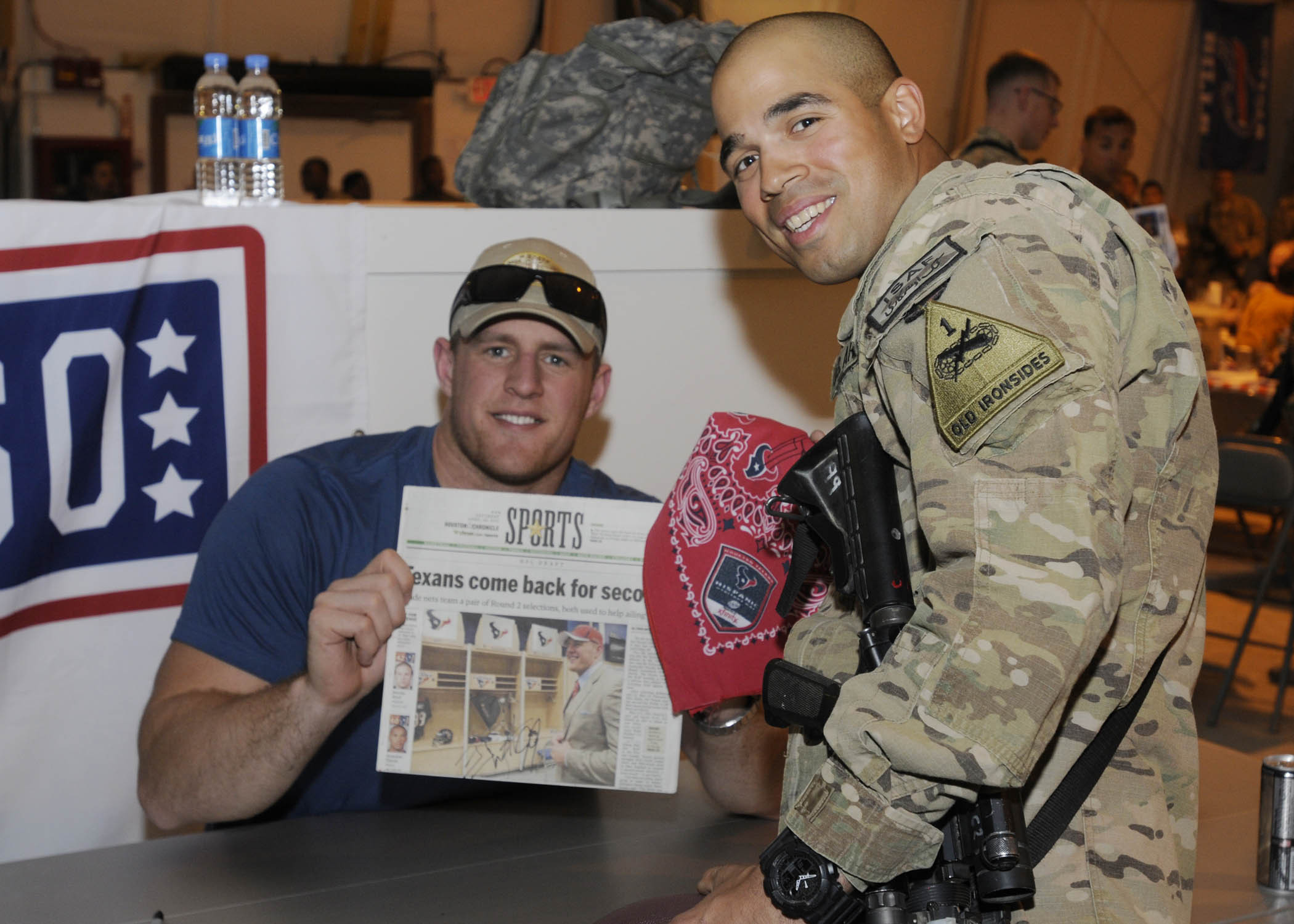
Watt con un soldato della 1 Armored Division in Kandahar, Afghanistan il 18 marzo 2013.

J.J. Watt risiede nella cittadina di Pearland, nella contea di Brazoria, Texas dal 2011, anno in cui ha iniziato a giocare nella NFL negli Houston Texans. Possiede anche uno chalet in Wisconsin e diverse automobili tra cui una Audi RS7 Sportback. Nel 2012 è stato scelto come cerimoniere per il Houston Livestock Show and Rodeo. Il 22 luglio 2015, Watt è stato nominato vice presidente addetto alle relazioni della Reliant, un fornitore elettrico al dettaglio del Texas e filiale della NRG Energy Inc. La Reebok, il fornitore ufficiale della NFL, gli ha dedicato una linea di scarpe chiamate MegaWatt. Anche la Guinness gli ha dedicato una birra chiamata 99. Watt è apparso anche in numerosi spot pubblicitari per Gatorade, Bose, Papa John's Pizza, Yahoo!, Ford, Verizon e altri. Nel 2015 è apparso a petto nudo sulla copertina statunitense del numero di ottobre di Men's Health. Il 24 giugno 2016 è stato ospite del talk-show The Tonight Show Starring Jimmy Fallon insieme all'attore Jim Parsons. È anche apparso numerose volte nel programma radiofonico sportivo Mike and Mike in the Morning e nel talk-show Good Morning America. Dal 2016 è in una relazione con Kealia Ohai, calciatrice statunitense centrocampista delle Houston Dash e cognata di Brian Cushing.

## Filantropia
Watt è il presidente e fondatore della Justin J. Watt Foundation, un'organizzazione di beneficenza che fornisce corsi di doposcuola per i bambini in varie comunità, in modo da essere coinvolti in sport in un ambiente sicuro. Il motto della fondazione, Dream Big, Work Hard (Sogna in Grande, Lavora Sodo) compare su polsini e magliette dei volontari. Da quando questa fondazione è stata aperta nel 2010, Watt ha raccolto oltre 2 milioni e mezzo di dollari. La maggior parte delle scuole che beneficiano della raccolta di fondi sono in Texas e Wisconsin, ma non sono limitate solamente a questi stati. Recentemente donazioni sono state fatte in Alabama, Illinois, e California. Sua madre Connie è la vice presidente dell'organizzazione.
A partire dal 2013 Watt e la sua fondazione ospitano una annuale partita di beneficenza di softball chiamata Charity Classic a Sugar Land, Texas. All'evento hanno partecipato molti dei suoi compagni di squadra dei Texans tra cui le stelle Andre Johnson, Owen Daniels e Arian Foster. Il 26 agosto 2014 Watt ha ricevuto il Texans Spirit of the Bull Community Award. Il 14 novembre 2014 è stato invece insignito del NFL Salute to Service Award, premio che onora un allenatore, giocatore o proprietario per il loro impegno a sostenere gli uomini e le donne nel servizio militare del paese. Nell'ottobre del 2015, Watt ha fatto una visita a sorpresa ai pazienti del Texas Children's Hospital mascherato da Batman per una festa di Halloween. Il 30 novembre 2016, ha invece donato 10.000 dollari a una famiglia di The Woodlands, Texas, per aiutarla a pagare le spese mediche del figlio che era finito in coma dopo aver subito un catastrofico infortunio durante una partita di football del liceo. Ha anche raccolto oltre 30 milioni di dollari per aiutare la città di Houston colpita dall'uragano Harvey nell'agosto del 2017, per i suoi sforzi a fine stagione venne premiato come uomo dell'anno della NFL e personaggio sportivo dell'anno da Sports Illustrated oltre che a essere inserito nella prestigiosa Time 100, la lista annuale delle persone più influenti del mondo.